# Zapis prostopadły
Zapis prostopadły (ang. Perpendicular Recording, Perpendicular Magnetic Recording, PMR) – sposób zapisu danych na dyskach twardych, w którym domeny magnetyczne nie są ułożone równolegle (ang. Longitudinal Recording), lecz prostopadle do powierzchni talerza. Taka metoda zapisu pozwala na umieszczanie większej ilości danych na jednostce powierzchni dysku. Firmie Hitachi udało się osiągnąć zagęszczenie równe 230 Gb/cal2. Granicą technicznych możliwości jest 1 Tb/cal2 – ograniczenie wynikające z występowania zjawiska superparamagnetyzmu, które powoduje, że bity mogą zmieniać swoją wartość pod wpływem zmian temperatury, co skutkuje uszkodzeniem danych.